# Liệu pháp thông khí lưu lượng cao qua mũi
Liệu pháp thông khí lưu lượng cao được làm ẩm và sưởi ấm (HHHF), tên khác là liệu pháp thông khí lưu lượng cao qua mũi (HFNC) hoặc liệu pháp oxy lưu lượng cao qua ống thông mũi (HFNO), hoặc thở oxy dòng cao là một loại phương pháp hỗ trợ hô hấp mang lại lưu lượng lớn (lít trên phút) đưa không khí đến bệnh nhân thông qua một mặt phân cách (ống thông mũi) nhằm mục đích rửa sạch đường thở trên. Khí đi vào phổi được làm nóng để phù hợp nhất với nhiệt độ cơ thể con người (37°C) và làm ẩm nhắm mục tiêu đạt áp suất hơi bão hòa cơ thể lý tưởng. Liệu pháp này được sử dụng trong các vấn đề về hô hấp cấp tính và mãn tính, và là lựa chọn phù hợp để điều trị cho những bệnh nhân bị COVID-19 nặng hoặc nguy kịch.
Một thông số liên quan là phần oxy được hít vào (FiO2).

## Sử dụng trong y tế
Liệu pháp lưu lượng cao rất hữu ích ở những bệnh nhân thở tự nhiên nhưng nhịp thở tăng lên. Các tình trạng như suy hô hấp nói chung, cơn hen kịch phát, COPD cấp tính, viêm tiểu phế quản, viêm phổi và suy tim sung huyết đều là những tình huống có thể được chỉ định điều trị bằng liệu pháp lưu lượng cao. HHHF đã được sử dụng ở những bệnh nhân thở tự nhiên trong khi gây mê toàn thân để có thể phẫu thuật tắc nghẽn đường thở.

### Trẻ sơ sinh
Liệu pháp lưu lượng cao đã được chứng minh là hữu ích trong các cơ sở chăm sóc đặc biệt sơ sinh cho trẻ sinh non mắc hội chứng suy hô hấp ở trẻ sơ sinh, vì nó ngăn nhiều trẻ sơ sinh không cần thông khí nhân tạo thông qua đặt nội khí quản và cho phép quản lý hô hấp an toàn ở mức FiO2 thấp hơn, và do đó làm giảm nguy cơ mắc bệnh võng mạc do sinh non và nhiễm độc oxy.
Do được giảm căng thẳng về nỗ lực thở cần thiết, cơ thể trẻ sơ sinh có thể dành nhiều thời gian hơn để sử dụng các nỗ lực trao đổi chất ở những nơi khác, điều này làm giảm số ngày thở máy, tăng cân nhanh hơn và giảm thời gian phải nằm viện.
Liệu pháp lưu lượng cao đã được thực hiện thành công ở trẻ sơ sinh và trẻ lớn hơn. Ống thông giúp cải thiện tình trạng suy hô hấp, độ bão hòa oxy và tạo sự thoải mái cho bệnh nhân. Cơ chế hoạt động của nó là áp dụng áp lực đường thở dương nhẹ và tăng thể tích phổi.
Với liệu pháp này, bác sĩ lâm sàng có thể cung cấp FiO2 cho bệnh nhân cao hơn mức có thể với liệu pháp cung cấp oxy điển hình mà không cần sử dụng khẩu trang không tái hô hấp hoặc đặt nội khí quản. Làm ẩm khí hô hấp được sưởi ấm tạo điều kiện thuận lợi cho sự bài tiết và làm giảm sự phát triển của các triệu chứng tăng phản ứng phế quản. Một số bệnh nhân cần hỗ trợ hô hấp vì co thắt phế quản được hưởng lợi khi sử dụng không khí do liệu pháp này cung cấp mà không cần thêm oxy. Nó rất hữu ích trong việc điều trị chứng ngưng thở khi ngủ. Trong quá trình sử dụng liệu pháp này, bệnh nhân có thể nói. Vì đây là một liệu pháp không xâm lấn nên nó tránh được nguy cơ viêm phổi liên quan đến thở máy trong những trường hợp có thể thay thế việc sử dụng máy thở.